# Episodi di Lucifer (sesta stagione)
La sesta ed ultima stagione della serie televisiva Lucifer, composta da 10 episodi, è stata pubblicata sulla piattaforma di streaming on demand Netflix il 10 settembre 2021.
L'antagonista principale della stagione è Le Mec.
| n° | Titolo originale                  | Titolo italiano                   | Pubblicazione     |
| -- | --------------------------------- | --------------------------------- | ----------------- |
| 1  | Nothing Ever Changes Around Here  | La serata delle meraviglie        | 10 settembre 2021 |
| 2  | Buckets of Baggage                | Rane dal cielo                    | 10 settembre 2021 |
| 3  | Yabba Dabba Do Me                 | Matricola Amenadiel               | 10 settembre 2021 |
| 4  | Pin the Tail on the Baddie        | Paternità                         | 10 settembre 2021 |
| 5  | The Murder of Lucifer Morningstar | L'omicidio di Lucifer Morningstar | 10 settembre 2021 |
| 6  | A Lot Dirtier Than That           | Una vita da recuperare            | 10 settembre 2021 |
| 7  | My Best Friend's Wedding          | Finalmente spose                  | 10 settembre 2021 |
| 8  | Save the Devil, Save the World    | Il libro di Linda                 | 10 settembre 2021 |
| 9  | Goodbye, Lucifer                  | Amenadio                          | 10 settembre 2021 |
| 10 | Partners 'Til the End             | Partner per sempre                | 10 settembre 2021 |

## La serata delle meraviglie
- Titolo originale: Nothing Ever Changes Around Here
- Diretto da: Kevin Alejandro
- Scritto da: Mike Costa

### Trama
Lucifer e Chloe, ormai fuori dalla polizia si godono la serata; il Diavolo porta la sua ragazza ad uno spettacolo di illusionismo per festeggiare l'ultima giorno prima dell'incoronazione di Lucifer come nuovo Dio; purtroppo la controfigura dell'illusionista muore durante il numero e il locale diventa una scena del crimine, sulla quale si recano Ella e Carol, il sostituto di Dan. Pur non facendo più parte dell'LAPD, Chloe non sa resistere alla tentazione di indagare e, insieme a Carol scoprirà che l'assassino è il figlio dell'illusionista, invidioso del fatto che l'eredità del mago, ossia il segreto del numero che vale milioni di dollari, non è andato a lui ma all'allievo che è morto durante lo spettacolo. L'assassino rapisce Chloe, che però si libera grazie ai super poteri derivati dal pezzo di Spada Fiammeggiante che lei si è tenuta.

Intanto Linda e Amenadiel preparano un party di addio per Maze e Eve, che si preparano per andare all'Inferno del quale Maze diventerà la nuova regina. La cena evolve in una direzione inaspettata quando Maze confessa che non vuole andare all'Inferno, e si conclude con il fidanzamento delle due ragazze. Lucifer decide di rimandare ancora per un po' l'incoronazione a Dio perché si ritiene indegno.
Lucifer va a trovare Dan, per il quale ha creato uno speciale Inferno in cui non viene torturato; Dan non riesce a capire perché è ancora lì poiché dice di essersi perdonato tutte le colpe e dovrebbe essere in grado di uscire. La puntata si conclude con uno sguardo al trono dell'Inferno, su cui è seduta una misteriosa figura femminile.

## Rane dal cielo
- Titolo originale: Buckets of Baggage
- Diretto da: Richard Speight Jr.
- Scritto da: Jen Graham Imada

### Trama
Amenadiel sollecita Lucifer a prendere il posto che gli spetta in Paradiso come nuovo Dio, ma lui nicchia. L'affiatamento tra Ella e Carol è sempre più evidente, ma lei non si fida del ragazzo perché rimasta scottata da ciò che è successo con Pete; insieme indagano sull'omicidio di un uomo di nome Brian, ucciso dal tacco di una scarpa piantato nel collo, mentre Lucifer si appiccica a Carol: vuole aiutarlo per dimostrare a se stesso che può essere un buon Dio. Le indagini partono dall'ambiente della merce griffata contraffatta, arrivando a un locale in cui si esibiscono delle drag queen. Ella e Chloe rubano il fascicolo di Carol per indagare su di lui e scoprono un buco di un anno nella sua vita professionale, cosa che scatena la paranoia di Ella che convince Lucifer a fare irruzione a casa del detective, scoprendo che è un ex alcolista. Lì ricevono una telefonata da Carol, che sta seguendo una pista: quando lei lo raggiunge lo trova a casa di un sospettato, che lo sta minacciando con un coltello. L'uomo ha ucciso per gelosia, credendo che il compagno lo stesse tradendo. Ella confessa a Carol di aver frugato in casa sua, ma il ragazzo è comprensivo e i due alla fine decidono di uscire insieme.
L'angelo misterioso che governa l'Inferno si reca da Dan: vuole sapere come ha fatto a "quasi" uccidere Lucifer; in cambio si offre di farlo uscire da lì. La puntata si conclude con una rana che piove dal cielo sull'auto di Ella, segno che la mancanza di un Dio a governare sta iniziando ad avere degli effetti negativi sull'ordine delle cose.

## Matricola Amenadiel
- Titolo originale: Yabba Dabba Do Me
- Diretto da: Nathan Hope
- Scritto da: Joe Henderson

### Trama
Amenadiel inizia il suo primo giorno da recluta della polizia, ma le cose non vanno tanto bene, anche perché ci mette lo zampino Maze. Lucifer vuole aiutare una persona che odia per dimostrare che può essere un buon Dio e decide di andare all'Inferno con Chloe ad aiutare Jimmy Barnes (personaggio incontrato nella prima puntata della prima stagione); una volta giunti al loop infernale di Jimmy, Chloe e Lucifer ne rimangono intrappolati e scoprono che Barnes era un produttore di una band che stava sfondando, band che l'ha licenziato sul nascere del successo, dando inizio al suo declino e a una serie di scelte sbagliate prese nei confronti di persone a cui voleva bene. Capiscono che la sua vita è andata in pezzi quando la madre l'ha abbandonato in una stanza d'albergo da ragazzino perché per lei era un peso inutile; Lucifer prova pena per Jimmy e capisce che se può voler bene a qualcuno che odia, allora può amare tutti: si sente quindi pronto a diventare Dio. Intanto che sono all'Inferno, Chloe chiede a Lucifer di vedere Dan, ma il diavolo capisce che qualcosa non va perché Dan non c'è più: l'angelo misterioso l'ha portato sulla Terra, intenzionata a farsi dire come ha quasi ucciso Lucifer. Una volta che Lucifer torna a casa, viene aggredito dall'angelo che gli dice di odiarlo e gli rivela di essere sua figlia.

## Paternità
- Titolo originale: Pin the Tail on the Daddy
- Diretto da: Viet Nguyen
- Scritto da: Carly Woodworth

### Trama
Lucifer sta cercando di convincersi di non essere il padre della giovane angelo. Per questo inizia a rintracciare tutte le sue partner con cui è stato una ventina d'anni addietro; escludendole una alla volta, e con l'aiuto di Chloe che nel frattempo ha saputo cosa sta combinando il suo fidanzato, arriva a Boston da Esther, una donna rabbino con cui aveva passato la notte: la donna gli confessa che ha una figlia di nome Mira, e che non sa chi sia il padre. Il problema è che la ragazza è scomparsa da 5 anni, motivo per cui Lucifer e Chloe iniziano a cercarla. Approdano nel Sud della California e scoprono che era trattenuta in una specie di setta; alla fine la trovano a casa del padre biologico, felice e in salute: non ha più cercato di contattare la madre perché era convinta che fosse arrabbiata con lei per via delle cose terribili che si erano dette poco prima che scappasse di casa.
Intanto Dan è sulla Terra solo e abbandonato, e scopre che solo Amenadiel e Maze possono vederlo e parlare con lui; dopo aver visto la figlia Trixie in lacrime per la sua morte, chiede a Lucifer di riportarlo all'Inferno, ma non è più possibile perché sono state violate delle leggi cosmiche che impediscono a Lucifer di riportarlo indietro. Lucifer alla fine capisce che l'angelo è sua figlia perché guardandola l'ha come riconosciuta, ma non sa come ritrovarla. Chloe è a casa sua e si ritrova davanti l'angelo, che l'abbraccia commossa chiamandola mamma.

## L'omicidio di Lucifer Morningstar
- Titolo originale: The Murder of Lucifer Morningstar
- Diretto da: Lisa Demaine
- Scritto da: Lloyd Gilyard Jr.

### Trama
Amenadiel sta studiando per gli esami per diventare poliziotto, supportato dall'invisibile Dan; l'angelo che si è presentato da Chloe dice di essere sua figlia e di chiamarsi Rory, diminutivo di Aurora. L'angelo ha la capacità di viaggiare nel tempo, viene dal futuro e accusa Lucifer di averla abbandonata, cosa che lui nega perché non l'avrebbe mai fatto a sua figlia. Rory sostiene che era arrabbiata per l'abbandono e che la rabbia le ha fatto fare il primo salto, ritrovandosi in quella linea temporale. Chloe e Lucifer riflettono al riguardo e giungono alla conclusione che il Diavolo ha lasciato la figlia perché verrà ucciso: iniziano pertanto a indagare e scoprono che Lucifer scomparirà il 4 agosto, 3 settimane da lì. L'unico oggetto in grado di uccidere Lucifer è la spada di Azrael, che scompare dalla cassaforte in cui la teneva; Lucifer accusa Rory di averla rubata, quando in realtà è stata Chloe e prenderla, un po' per tenere al sicuro il fidanzato e un po' perché è diventata vittima della magia della spada, che ha il potere di renderla dipendente da essa come una droga. Lucifer e Chloe combattono perché lei non vuole restituirla, ma Chloe torna in sé un istante prima di uccidere il fidanzato, rendendosi conto della terribile influenza che la spada ha su di lei. A causa della magia angelica Chloe può vedere Dan, riuscendo così a salutarlo un'ultima volta. Ella indaga in segreto su Lucifer e Amenadiel: sta iniziando a sospettare della loro effettiva natura angelica.

## Una vita da recuperare
- Titolo originale: A Lot Dirtier Than That
- Diretto da: Claudia Yarmy
- Scritto da: Ildy Modrovich

### Trama
Amenadiel continua il suo tirocinio come recluta e su una scena del crimine si ritrova come responsabile delle indagini il detective Reiben, che aveva aggredito Caleb e Amenadiel durante un giro di pattuglia. Amenadiel ha un forte pregiudizio nei confronti dell'uomo, che reputa superficiale nell'indagine. Inoltre le indagini sono ostacolate anche dalle continue apparizioni di Dan, che fanno sembrare Amenadiel un matto che parla da solo. Il detective sembra essersi ravveduto dai suoi vecchi atteggiamenti razzisti, ma sarà Amenadiel a impedire che una sospettata nera venga uccisa proprio da Reiben nonostante sia disarmata, in quanto l'uomo non si era per nulla pentito dei suoi atteggiamenti razzisti: infatti cerca di ordinare ad Amenadiel di farsi da parte, ma l'angelo rifiuta e gli ordina a propria volta di lasciare in pace la ragazza e Reiben, quando Amenadiel gli si avvicina minaccioso, è costretto a desistere e se ne va arrestando il vero colpevole. Lucifer cerca di rimediare a tutte le cose che si è perso nella vita della figlia: Natali, compleanni, la prima volta al volante, ma la ragazza è troppo amareggiata per l'assenza del genitore nella sua vita, anche se pian piano si sta affezionando al padre che non ha mai conosciuto.

## Finalmente spose
- Titolo originale: My Best Fiend's Wedding
- Diretto da: Nathan Hope
- Scritto da: Julia Fontana

### Trama
Alla vigilia del matrimonio tra Maze e Eve compare Adam, il primo uomo creato e compagno biblico di Eve: rivuole la sua donna perché lei è stata creata per lui e non può stare con nessun altro, men che meno con un demone. Eve cerca di convincerlo che non vuole tornare con lui, ma finisce col litigare anche con Maze e le dice che non vuole più sposarla. Sarà Lucifer a mettere pace tra le due, a discapito di un appuntamento con Rory, che avrà l'ennesima scusa per essere delusa dal padre. Chloe ha indagato i fascicoli archiviati per abusi da parte dei poliziotti e scopre un sacco di denunce insabbiate per comportamenti razzisti e decide di tornare nella polizia per fare pulizia, ma non l'ha ancora detto al fidanzato. Ella nutre sempre più sospetti sui suoi amici "angelici" fino a quando al matrimonio, ubriaca fradicia, rivela di sapere tutto e dichiara, tra lo stupore di tutti, che ha colto i segni della fine del mondo.

## Il libro di Linda
- Titolo originale: Save the Devil, Save the World
- Diretto da: D. B. Woodside
- Scritto da: Aiyana White

### Trama
Ella rivela ai suoi amici angelici tutta l'indagine che ha svolto e che l'hanno portata a capire che il mondo sta finendo; purtroppo gli altri non possono che convenire con lei, e Amenadiel annuncia a Lucifer che è ora che lui prenda il suo posto come nuovo Dio. Purtroppo Lucifer non riesce inspiegabilmente a spiegare le ali; Amenadiel vola alla Città d'Argento per vedere cosa succede, mentre Lucifer convoca Linda per una seduta di psicoanalisi per risolvere il problema. Scopre che Linda sta scrivendo un libro sulla sua esperienza con il Diavolo: la sua lettura aiuterà tutti a capire qualcosa di più di se stessi. In ultima analisi, Lucifer capisce che non vuole essere Dio. Amenadiel torna dal Paradiso e annuncia al fratello di aver capito perché il mondo sta finendo.

## Amenadio
- Titolo originale: Goodbye, Lucifer
- Diretto da: Kevin Alejandro
- Scritto da: Chris Rafferty

### Trama
Amenadiel riferisce a Lucifer che il mondo sta andando a rotoli perché gli angeli, privi di una guida, hanno iniziato a fare da sé, esaudendo i desideri e le preghiere più assurde degli umani. Lucifer afferma che non vuole più essere Dio e Amenadiel si arrabbia. Vincent Le Mec, l'assassino di Dan, scappa di prigione mentre Dan non capisce come l'uomo possa essere legato al suo senso di colpa che lo costringe all'inferno. Chloe ricorda a Lucifer che è il 4 agosto, giorno in cui Lucifer dovrebbe scomparire; per questo Lucifer costruisce una panic room in cui rinchiudersi, ma Rory gli fa notare che sarebbe una violazione del continuum e capisce che il padre è sparito non perché voleva, ma perché non poteva farne a meno, arrivando a perdonarlo. Chloe fa un test di gravidanza e scopre di essere incinta. Amenadiel matura l'idea di diventare lui il nuovo Dio, un Dio che sta in mezzo all'umanità in modo da non rinunciare al figlio Charlie e al contempo comprendere meglio i desideri degli uomini. Lucifer ha sempre più paura che il suo destino si compirà e si prepara al peggio, salutando tutti e cedendo parte del Lux ad Amenadiel. Dan in qualche modo riesce a entrare nel corpo di Le Mec e ne approfitta per parlare un'ultima volta con Trixie, anche se lei non può riconoscerlo. Parlando con lei riesce a superare il suo senso di colpa e, vedendo una luce celestiale visibile solo a lui, va verso di lei, andando in Paradiso. Chloe e Lucifer si chiudono nella panic room e, arrivata la mezzanotte, ne escono convinti di aver eluso il destino, ma Lucifer riceve una telefonata da Le Mec: ha rapito Rory e gli dà appuntamento proprio nel luogo dove Lucifer scomparirà.

## Partner per sempre
- Titolo originale: Partners Til the End
- Diretto da: Sherwin Shilati
- Scritto da: Joe Henderson e Ildy Modrovich

### Trama
Lucifer e Chloe si precipitano al luogo dell'appuntamento per liberare la figlia Rory. Le Mec sa che è la figlia del Diavolo e che le ali della ragazza, che al posto delle piume hanno delle micidiali lame, sono armi in grado di uccidere Lucifer, motivo per cui ne fa staccare alcune per poi rivestire i proiettili della sua pistola con il metallo angelico delle piume della ragazza. Lucifer affronta da solo Le Mec, il quale minaccia di uccidere Rory con i proiettili della sua pistola. Lucifer convince Le Mec a uccidere lui al posto della figlia, avendogli confessato che lui avrebbe sofferto di più morendo poiché ciò gli avrebbe impedito di poter essere presente per sua figlia in futuro: poco prima che l'uomo lo uccida con una delle piume di Rory, la ragazza angelo si libera e salva il padre. Rory attacca Le Mec e il suo aspetto demoniaco, ereditato dal padre, prende il sopravvento nel momento in cui decide di ucciderlo per vendetta, ma Lucifer la ferma dicendo che il senso di colpa la divorerà in eterno. Rory lo risparmia, ma Le Mec ne approfitta per cercare di uccidere Lucifer: stavolta sarà Chloe a fermarlo, sparandogli e uccidendolo. Poco prima di morire Le Mec rivela al Diavolo che Dan è andato in Paradiso. Lucifer capisce che con le sue parole ha aiutato Dan e Rory, e trova la sua vocazione: aiutare le anime dannate a trovare la pace. Rory capisce che è per questo che il padre non sarà presente nella sua vita e gli chiede di non cambiare la sua scelta per poter stare con lei. Risolvendo la sua rabbia nei confronti del padre, si innesca il tunnel spazio temporale che la riporterà nel suo "presente". Chloe dice addio al fidanzato, mentre Amenadiel prende il posto che gli spetta come nuovo Dio. Il tempo sulla Terra passa e tutti vivono la loro vita con pienezza e felicità: Chloe, reintegrata nella polizia e riuscita a diventare tenente, licenzia Reiben e il resto dei poliziotti razzisti facendo pulizia nel dipartimento; inoltre promuove Sonya detective. Charlie il giorno del suo compleanno sviluppa le proprie ali da angelo, con somma gioia di Linda e Amenadiel; Chloe dopo alcuni mesi dà alla luce Rory. Dopo molti anni Chloe è invecchiata ed è sul suo letto di morte, e assiste al "ritorno" di Rory dal passato appena in tempo prima di morire, felice che la figlia abbia fatto pace con se stessa. Giunta in Paradiso, e di nuovo giovane, incontra Amenadiel che, su sua richiesta, la porta all'Inferno (ora un luogo dove le anime non vengono punite, ma aiutate a fare ammenda dei loro errori, prima di essere mandate in Paradiso), così da poter passare l'eternità insieme all'amato Lucifer, che l'accoglie con gioia.